# Volški Tatari
Volški Tatari so turška etnična skupina, ki izvira iz regije med Volgo in Uralom v Rusiji. Razdeljeni so v več podskupin. V Tatarstanu so s 53 % večinski prebivalci države. V Ruski federaciji so za Rusi druga največja etnična skupina. So najštevilčnejša skupina Tatarov.

## Zgodovina
Tatari  v ruski zvezni državi Tatarstan tvorijo samo tretjino vseh Tatarov. Nekatere tatarske  skupnosti izven te republike so nastale že pred Oktobrsko revolucijo leta 1917, ker so se Tatari ukvarjali predvsem s trgovanjem.
Nastanek etnonima Tatar je predmet razprav. Mongolska teza, po kateri se etimologija lahko sledi do kitajskega Tan-Tan ali Dan-Dan, je širše sprejeta kot turška. Etnonim Tatar se je prvič pojavil v 5. stoletju pr. n. št.
V 15. stoletju se je med Tatari razširil islam. Po padcu Kazana leta 1552 so Tatari postali podložniki Ruskega carstva. Ker so Rusi Tatare povezovali z mongolsko Zlato hordo, ki je v Rusiji vladala v 13. stoletju,  so dobili negativen pečat. Zaradi tega so nekateri sodobni tatarski intelektualci v Rusiji začeli iskati povezavo med Tatari in zgodovinskimi Prabolgari, naseljenimi v Tatarstanu. Rusi so v 18. in 19. stoletju s Tatari imenovali vse turške prebivalce Ruskega carstva,   čeprav se turška ljudstva do  nastanka Sovjetske zveze niso imela za Tatare. Volški Tatari so se do konca 19. stoletja, ko se je ponovno uvedel etnonim Tatar,  imeli za Muslimane. Ruski carski uradniki so za komuniciranje s turškimi ljudstvi do konca 19. stoletja uporabljali knjižni tatarski jezik. Politična in kulturna gibanja Volških Tatarov so imela pomembno vlogo tako v Carstvu do leta 1917  kot   kasneje v Sovjetski zvezi. Tatarski intelektualci so v 1990. letih poskušali zavreti rusifikacijo Tatarstana in doseči stanje, kakršno je bilo v Sovjetski zvezi.

### Prabolgarizem
Prabolgarizem je trditev, da so Volški Tatari potomci Volških Prabolgarov. Bolj sprejemljiva je trditev, da se je etnogeneza Volških Tatarov končala po prihodu Kipčakov, Kumanov in Mongolov na ozemlje Volških Prabolgarov.

## Podskupine Volških Tatarov

### Kazanski Tatari
Kazanski Tatari tvorijo večino Volških Tatarov in tatarskih prebivalcev Tatarstana. Naseljeni so večinoma na levem bregu Volge.
Invazija  Hazarov  je prisila Prabolgare, da so se v prvi polovici 8. stoletja preselili z azovskih  step na ozemlje ob srednji Volgi in spodnji Kami. V obdobju od  10.-13. stoletja so se iz južne Sibirije v Evropo selila turška ljudstva, vključno s Kipčaki.  Ljudstva so v 13. stoletju igrala pomembno vlogo med mongolsko invazijo na ruske kneževine. Tatarska etnogeneza se je začela potem, ko so se turška ljudstva pomešala z Prabolgari in drugimi lokalnimi prebivalci Povolžja, privzela kipšaško narečje in prestopila v islam.  Po propadu Zlate horde v 16. stoletju je nastalo več tatarskih držav: Kazanski, Astrahanski, Sibirski in Krimski kanat.
Poreklo Kazanskih Tatarov je povezano z vprašanjem, ali so potomci Prabolgarov ali Zlate horde. Po eni od teorij se lahko dediščino Kazanskih Tatarov sledi do Kipčakov iz  Zlata horde, po drugi pa so Tatari nastali iz prabolgarske kulture, ki je preživela mongolsko osvajanje leta 1236-1237.

### Mišari
Mišari (tatarsko Мишәрләр, Мišәrlәr) so etnična skupina Volških Tatarov, ki govorijo mišarsko narečje tatarskega jezika in štejejo približno tretjino populacije Volških Tatarov. So potomci kumansko-kipčaških plemen, ki so se ob srednji Oki in Mešiori pomešala z Burtasi. Živijo v Čeljabinski, Uljanovski, Penzenski, Rjazanski in Niženovgorodski oblasti, Tatarstanu, Baškortostanu in Mordviniji.

### Kasimski Tatari
Glavno mesto Kasimskih Tatarov je Qasím (rusko Kasimov) v Rjazanski oblasti. V zgodovini so imeli svoj Kasimski kanat. V Kasimovu zdaj živi 1.100 Kasimskih Tatarov. O njihovem številu drugod ni zanesljivih podatkov.

### Nokratski Tatari
Nokratski Tatari živijo v ruski republiki Udmurtiji v  Permskem kraju in Kirovski oblasti.  V 1920. letih so imeli približno 15.000 pripadnikov.

### Permski Tatari (Ostjaki)
Permski Tatari živijo v Permskem kraju. Nekateri tatarski znanstveniki jih imenujejo tudi Ostjaški Tatari. Leta 2002 so imeli približno 130.000 pripadnikov.

### Kerešeni
Ruska carska  oblast je leta 1552 začela udejanjati politiko pokristjanjevanja muslimanskih Tatarov, kar je imelo za posledico pojav pokristjanjenih Tatarov Kerešenov.  Mnogo Tatarov so pokristjanili med vladavino Ivana Groznega in kasneje v 18. stoletju.
Nekateri znanstveniki domnevajo, da so bili predniki Kerešenskih Tatarov Suari, katere so v 6. stoletju med bivanjem na Kavkazu pokristjanili armenski duhovniki. Suari so  se kasneje, tako kot druga plemena, spreobrnili v islam, in postali Volški Bolgari. Iz njih izvirajo sodobni Čuvaši, ki so pravoslavne veroizpovedi, in Kazanski Tatari, ki so muslimani.
Kerešenski Tatari živijo predvsem v Volško-uralski regiji in se sedaj asimilirajo med Čuvaše in Tatare. Med osemdesetletno ateistično sovjetsko vladavino je mnogo Tatarov obeh veroizpovedi postalo manj vernih kot so bili pred tem. Tatari in  Kerešeni  se razlikujejo samo po tatarskih oziroma krščanskih osebnih imenih.
V 13. stoletju  se je v krščanstvo spreobrnilo tudi nekaj kumanskih plemen v Zlati hordi (nestorjanstvo). Nekatere molitve, zapisane v tistem času v Codex Cumanicus (Kumanski kodeks), zvenijo podobno kot sodobne kerešenske molitve, čeprav ni znana nobena povezava med Kumani in sodobnimi Kerešeni.

## Lakota v Tatarstanu (1921-1922)
Zaradi šest let trajajoče  prve svetovne vojne in državljanske vojne, uničene infrastrukture, katastrofalne suše leta 1921 in politike sovjetske vlade je leta 1921 in 1922  v Sovjetski zvezi umrlo najmanj 5 milijonov ljudi, od tega 2 milijona oziroma polovica Tatarov. Sovjetske oblasti so po lakoti na to ozemlje naselile Ruse, s čimer je delež Tatarov v prebivalstvu padel pod 50 %.

## Kultura

### Prazniki
Tatarski prazniki so povezani predvsem s poljedelskim ciklom. Spomladi in poleti so prazniki oranja (Sabantuj), setve in žetve (Džien). V zimskem času sta praznika Pomoči in Nardugan.

### Kuhinja
Tatarska kuhinja je bogata z vročimi juhami (şulpa), jedmi iz testa (kistibi, pelmeni,  ečpočmak, peremeč in druge) in slaščicami (čakčak, gebedije). Tradicionalni tatarski napitki so ajran, katik, kumis in drugi.
- Şulpa z rezanci
- Pilav
- Kistibi
- Kelevese in čakčak
- Ajran

## Diaspora
Z Volškimi Tatari naseljena področja  po podatkih Popisa prebivalstva leta 2010:
- Ural in gornja Kama (od 15. stoletja): 15. stoletje – kolonizacija, 16.-17. stoletje – preseljevanje, 17.-19. stoletje – izkoriščanje naravnih bogastev in delo v tovarnah
- Zahodna Sibirija (od 16. stoletja): 16. stoletje - ruska represija po osvojitvi Kazanskega kanata, 17.-19. stoletje – raziskovanje zahodne Sibirije, konec 19. stoletja – prva polovica 20. stoletja – industrializacija,  gradnja železniških prog, 1930. leta – Stalinova represija, 1970.-1990. Leta – delo v naftni industriji
- Moskva (od 17. stoletja): tatarski fevdalci v ruskih službah, trgovci, od 18. stoletje Sankt Peterburg
- Kazahstan (od  18. stoletja): 18.–19. stoletje – ruski častniki in vojaki, 1930. leta – industrialiacija, od 1950. let – naseljevanje neobljudene zemlje,  v 1990. letih vrnitev
- Finska  (od leta 1804, večinoma Mišari): 19. stoletje – ruski vojaški častniki, vojaki in drugi
- Centralna Azija (od 19. stoletja, Uzbekistan, Turkmenistan, Tadžikistan, Kirgizistan, Žinjiang): 19. stoletje – ruski častniki in vojaki, trgovci, verski emigranti, 1920.-1930. Leta – idustrializcija, sovjetski program izobraževanja centralnoazijskih  ljudstev, 1948, 1960 – pomoč Ašgabatu in Taškentu po katastrofalnih potresih, v 1880. letih  vrnitev
- Kavkaz, predvsem Azerbajdžan (od 19. stoletja): delavci v naftni industriji in trgovci
- Brazilija: 19. stoletje – po koncu kolonialnega obdobja je Brazilija spodbujala naseljevanje ljudi iz Evrope, zlasti Italijanov, Nemcev in Slovanov, med katerimi so bili tudi Tatari; naselili so se predvsem v državi Paraná in Rio Grande do Sul
- Severna Kitajska (od leta 1910): 1910. leta – gradnja železniških prog, v 1950. letih  vrnitev
- Vzhodna Sibirija (od 19. stoletja): 19. stoletje – ponovno naseljevanje kmetov, 1910. in 1980. leta  - gradnja železniških prog, 1930. leta – izgnanci
- Nemčija in Avstrija : 1914, 1941 – vojni ujetniki, 1990. leta – emigranti
- Turčija, Japonska, Iran, Kitajska, Egipt (od 1918): emigranti
- Združeno kraljestvo, Združene države Amerike, Avstralija, Kanada: 1920. leta -  emigracija iz Nemčije, Turčije, Japonske in Kitajske, 1950. leta - vojni ujetniki, ki se iz Nemčije niso želeli vrniti v Sovjetsko zvezo, 1990. leta – emigranti po razpadu Sovjetske zveze
- Sahalin, Kaliningrad, Belorusija, Ukrajina, Latvija, Estonija, Litva, Karelija: po letih 1944-1945  – gradbeni delavci, sovjetsko vojaško osebje
- Izrael: 1990. leta – zakonski partnerji Judov

## Vira
- Bukharaev, Ravil (2013). Islam in Russia: The Four Seasons. Routledge.
- Danier R. Brower; Edward J. Lazzerini (2001). Russia's Orient: Imperial Borderlands and Peoples, 1700-1917. Indiana University Press.